# Čertův mlýn (Merboltice)
Čertův mlýn v Merbolticích v okrese Děčín je bývalý vodní mlýn, který stojí na pravém břehu Merboltického potoka v severovýchodní části obce. Je chráněn jako nemovitá kulturní památka České republiky.

## Historie
Mlýn pochází z poloviny 18. století. V době josefského katastru byl v majetku Josepha Eyselta, v roce 1843 jej vlastnil Florian Röslera a roku 1925 mlýn držela mlynářka Marie Thöner. Ještě před rokem 1939 se ve mlýně přestalo mlít. V roce 1946 Thönerovi odešli a 1. ledna 1947 přidělil Fond národní obnovy v Praze mlýn za 10 tisíc Kč další rodině. Většina vnitřního mlýnského zařízení byla později rozprodána a zůstaly v něm pouze větší a těžší kusy - mlýnské kameny, vodní kolo a některé převody. Budova slouží k rekreačním účelům.

## Popis
Poloroubený mlýn stojí na půdorysu písmene „L“ a je složen ze dvou komunikačně samostatných křídel – z patrové hlavní budovy s mlýnicí a z mladšího krátkého dvoupatrového křídla, které je přistavěné kolmo k hlavní budově na západní straně. Voda na vodní kolo vedla náhonem a odtokovým kanálem se vracela do potoka. Měl jedno vodní kolo na svrchní vodu (průtok 56 l/s., spád 5,4 m, výkon 2,6 HP).